# Gare du Teich
Gare du Teich – przystanek kolejowy w Le Teich, w departamencie Żyronda, w regionie Nowa Akwitania, we Francji.
Został otwarty w 1841 przez Compagnie du chemin de fer de Bordeaux à La Teste, spółkę która została następnie przejęta przez Compagnie des chemins de fer du Midi et du Canal latéral à la Garonne. Obecnie jest przystankiem Société nationale des chemins de fer français (SNCF), obsługiwanym przez pociągi TER Aquitaine.

## Położenie
Znajduje się na wysokości 7 m n.p.m., na 44,890 km Lamothe – Arcachon, pomiędzy stacjami Biganos-Facture i Gujan-Mestras.

## Linie kolejowe
- Lamothe – Arcachon